# Brian Gregg
Pour les articles homonymes, voir Gregg.
Brian Gregg, né le 27 juin 1984 à Denver, est un fondeur américain.

## Carrière
Ayant glané le titre d'All American avec l'université de l'Alaska à Anchorage, il vit ensuite au Wisconsin, puis à Minneapolis et s'entraîne au club CXC.
Actif dans les courses officielles de la FIS depuis 2003, il est sélectionné pour son premier championnat international en 2006 pour le mondial U-23 à Kranj.
Après son premier podium sur l'US Super Tour en fin d'année 2007, il fait ses débuts en Coupe du monde de ski de fond à Canmore. Durant la saison 2009-2010, il gagne deux courses sur le circuit national et se rapproche du top trente en Coupe du monde, obtenant une 32e place sur une étape aux Finales de Falun.
En 2014, il obtient son ticket pour les Jeux olympiques de Sotchi, pour finir 46e du skiathlon, 47e du quinze kilomètres classique et 51e du cinquante kilomètres libre. En 2015, sa seule course dans l'élite de l'hiver se solde par une 35e place au cinquante kilomètres de Holmenkollen.
Malgré sa non-sélection pour les Jeux olympiques d'hiver de 2018, il continue sa carrière sportive et devient père de son premier enfant avec sa femme Caitlin Gregg. Il finit deuxième de l'American Birkebeiner en 2019.

## Palmarès

### Jeux olympiques
| Épreuve / Édition | Sprint | Sprint                           | 15 km                            | 15 km     | Skiathlon 2 × 15 km | 50 km | Relais | Relais    |
| Épreuve / Édition | libre  | classique                        | libre                            | classique | Skiathlon 2 × 15 km | 50 km | Sprint | 4 × 10 km |
| JO 2014 Sotchi    | —      | Épreuve inexistante à cette date | Épreuve inexistante à cette date | 47e       | 46e                 | 51e   | —      | -         |

- : pas d'épreuve
- — : non disputée par Gregg